# Legende
Legende (af lat. legénda, 'det som skal læses op') betegner egenlig alt, der på de dertil bestemte dage blev oplæst ved gudstjenesten i kirkerne; men da bibelstykker og lignende havde egne benævnelser brugtes betegnelsen legender nærmest kun om de beretninger om hellige mænd og kvinder, der var autoriseret af kirken til oplæsning. Bøgerne de var samlet i kaldes legendarier.
Legender falder i to klasser, passionaler (passionarii), som handler om martyrers lidelser, og egentlige legender, som i almindelighed beretter om helliges liv, virksomhed og gode gerninger.
Men betegnelsen legender bruges ikke blot om de af kirken anerkendte beretninger om helgener. De anvendes også om, hvad man kunne kalde privatarbejder om helgener og deres liv; og da de gerne var meget udsmykkede og fulde af underfulde og ikke særlig troværdige fortællinger, gik legender over til at betegne en hvilken som helst udsmykket beretning om historiske begivenheder, i hvilke fantasien havde frit løb, ikke blot kirkelige.
Legender kom efterhånden til at betegne fortælling om en enkelt helgen eller et afsnit af en sådan fortælling. Særlig genstand for legender er Jesus' mor Maria og hendes slægt, som der efterhånden blev fortalt mere og mere om. Men også om ældre og yngre skikkelser fra kirkens historie dannede der sig tidligt legender, såvel i helgenens fødeland som i andre lande.

## Form
Allerede tidligt fremtrådte legender
i en vis bunden form; således blandt andet ved år
400 hos digteren Prudentius. I den ældre
Middelalder fremtræder legender hos de fleste europæiske
folk enten i bunden stil eller rimede og udgør
en væsentlig del af datidens kvad, der også
behandler bibelske og nationale emner.
Rigest blomstrede disse kvad hos angelsachserne.
Den ældste poetiske legende i
Tyskland er fra 10. århundrede og handler om Den hellige Georg. 
I Frankrig dramatiseredes legender oftere; eksempler herpå haves også fra Tyskland.

## Samling af legender
I den senere Middelalder var prosaformen fremtrædende. 
Legender blev tidligt samlet; således allerede
af ærkebiskop Jacobus de Voragine (død 1298) i
hans Legenda aurea. Den fuldstændigste samling er Bollandisternes.
For Danmarks vedkommende af Hans Olrik i Danske Helgeners Levned (1893-94) og
for Norges vedkommende af Ludvig Daae i Norges Helgener (1879).
Kendskab til Middelalderens legender er nødvendig for at forstå
Middelalderens kirkelige kunst, for eksempel altertavler.
Da bogtrykkerkunsten opfandtes, blev der snart udgivet
en mængde legender; 1520 var der i Tyskland
allerede trykt 45 passionaler, 18 eremitliv og 125
levnedsbeskrivelser af helgener. 
Mærkelig er Sebastian Brants nu så sjældne, med
træsnit udstyrede Der Heiligen Leben, Basel 1502, 1510.

## Reformationen
Da Reformationen bredte sig, svandt interessen for
legender hurtig i de lande, der gik over til protestantismen. 
Først i begyndelsen af 19. århundrede vaktes interessen igen. 
Johann Gottfried von Herder gjorde blandt andet i Adrastea (1801-03) opmærksom på den rige skat, der
fandtes i Middelalderens legender. 
I England var der længe kun lidt interesse for de gamle kvad, hvortil legender hørte. 
Islændingen Thorkelin (1815) og danskeren Grundtvig (1820) var blandt de  første der i begyndelsen af 1800-tallet fremdrog de engelske kvad ved oversættelser af Beowulf-kvadet.

## Udgivelser
C.J. Brandt udgav i Dansk Klosterlæsning, II (1859) en dansk samling i prosa af
legender fra Middelalderen, om Maria og om
helgeninderne Margareta, Kristina, Cecilia,
Katerina, Lucia, Agnes, Sofia og Marina, foruden
en fortælling om Povels nedfart til helvede.
Svenske legender udgav J.H. Schröder i Legenda Suecana vetusta S. Magni comitis (1839), 
Johan Ernst Rietz, Legenda Suecana, Helgonsagor (1843-45), 
Georg Stephens, Et fornsvensk Legendarium, udgivet af Svenska Fornskriftsälskapet, bd VII (1847-74), 
og G.E. Klemming, Klosterläsning (1877-78).

## Legende, musikalsk kompositionsform
Legende er også en musikalsk kompositionsform af
lyrisk-episk indhold, også overført på ren instrumentalmusik.

## Légende, indskrift
Légende (fr.) bruges også om indskrift eller
omskrift på mønter og medaljer. Den oplyser om
møntherren, møntstedet, somme tider også andre 
forhold og ofte møntmesteren. I reglen er flere
eller færre af de enkelte ord i stærkt
forkortet form, på ældre tids mønter ofte kun
ved det første bogstav.